# Kirk Langley
Kirk Langley è un villaggio e parrocchia civile dell'Inghilterra, appartenente alla contea del Derbyshire.